# Henrik Christiernsson
Carl Henrik Christiernsson, född den 24 augusti 1845 i Stockholm, död den 9 januari 1915 i Lund, var en svensk regissör och dramatiker. Han använde pseudonymen Petrus Holmiensis.

## Biografi
Christiernsson var 1870–1885 teaterförfattare vid de kungliga teatrarna, från 1877 även som lärare vid elevskolan. Han var från 1881 regissör vid talscenen och föreståndare för elevskolan samt från 1883 intendent för talscenen. 1888–1889 var Christiernsson intendent för den kungliga sångscenen och samtidigt dess regissör, och 1895–1901 var han regissör vid Dramatiska teatern, 1901–1906 vid Svenska teatern och 1906–1908 vid Vasateatern.
Bland Christiernssons dramatiska arbeten märks Ungdom (1881), den internationella framgången  Gurli som år 1898 uruppfördes på Kungliga Dramatiska Teatern och  1933 filmatiserades som En melodi om våren. Castor och Pullox (1899) och Mammon (1900). Christiernsson skrev också texterna till Ivar Hallströms operor Per Svinaherde (1887) och Granadas dotter (1892). 
Han var en mycket uppskattad regissör som verkade inom den franska 1870-talsrealismen och var utbildad i Ludvig Josephsons skola.
Christiernsson gifte sig 1875 i Stockholm med Agnes Grundström. Deras son var regissören Thor Christiernsson.

## Teater

### Roller (ej komplett)
| År   | Roll                          | Produktion                                    | Regi           | Teater                      |
| ---- | ----------------------------- | --------------------------------------------- | -------------- | --------------------------- |
| 1872 | Sir Richard Ratcliff          | Konung Richard den Tredje William Shakespeare |                | Kungliga Dramatiska Teatern |
| 1874 | Rhaistes, Konungens förtrogne | Kungarne på Salamis Johan Ludvig Runeberg     |                | Kungliga Dramatiska Teatern |
| 1875 | Linois                        | Hedern och penningen François Pousard         |                | Kungliga Dramatiska Teatern |
| 1876 |                               | Hamlet William Shakespeare                    | Nils Arvidsson | Kungliga Dramatiska Teatern |
| 1876 | Kleon, en frigiven            | Cajus Gracchus Adolf von Wilbrandt            |                | Kungliga Dramatiska Teatern |
| 1876 | Kronofogden                   | Dagtingan Frans Hedberg                       |                | Kungliga Dramatiska Teatern |
| 1876 | Geoffrey                      | Rolands dotter Henri de Bornier               |                | Kungliga Dramatiska Teatern |
| 1876 | Sellmer, filosofie kandidat   | Pastorsadjunkten Anne Charlotte Leffler       |                | Kungliga Dramatiska Teatern |

### Regi (ej komplett)
| År   | Produktion          | Upphovsmän                                       | Teater           |
| ---- | ------------------- | ------------------------------------------------ | ---------------- |
| 1889 | Jakten efter lyckan | Franz von Suppé, Richard Genée och Bruno Zappert | Djurgårdsteatern |